# Koskenlampi
Koskenlampi är en sjö i Finland. Den ligger i kommunen Ranua i landskapet Lappland, i den norra delen av landet, 700 km norr om huvudstaden Helsingfors. Koskenlampi ligger 148,5 meter över havet. Arean är 59,5 hektar och strandlinjen är 5,54 kilometer lång. Sjön  ingår i Simo älvs huvudavrinningsområde. 